# Coupe des énergies alternatives de la FIA 2011
Navigation
2010 2012
La Coupe des énergies alternatives de la FIA 2011 fut une saison de la Coupe des énergies alternatives de la FIA, comportant 8 manches au calendrier.
| Date              | Rallye                                        | Vainqueur          |
| ----------------- | --------------------------------------------- | ------------------ |
| 3 avril 2011      | 5e Rallye Monte-Carlo                         | Raymond Durand     |
| 8 mai 2011        | Clean Week 2020, Zolder                       | Massimo Liverani   |
| 14 août 2011      | Rally Reykjavik                               | Raymond Durand     |
| 27 août 2011      | III Eco Rallye Vasco Navarro, Vitoria-Gasteiz | Txema Foronda      |
| 25 septembre 2011 | 5th High-Tech Ecomobility Rally, Athènes      | Massimo Liverani   |
| 30 septembre 2011 | Green Prix Eco Targa, Palerme                 | Massimo Liverani   |
| 2 octobre 2011    | Rallye Énergie Alternative, Montréal          | Sebastien Kroetsch |
| 16 octobre 2011   | 6° Ecorally San Marino-Vaticano               | Roberto Viganò     |

## Classement
| Points | Pilote |
| ------ | --- |
| 82     | Massimo Liverani |
| 66     | Guido Guerrini |
| 58     | Raymond Durand |
| 56     | Jesús Echave |
| 20     | Txema Foronda, Sébastien Kroetsch, Roberto Viganò, Vincenzo Di Bella                                                      |
| 18     | Frédéric Thizy |
| 16     | Gianmaria Aghem, Kristján Einar Kristjánsson, Adrian Oiarbide                                                             |
| 12     | Massimo Beltrami, Maykel Del Cyd, Vinh Pham                                                                               |
| 10     | Maarten Longueville, Aristotelis Kosmas, Martyn Ouellet, Stefano Pezzi                                                    |
| 8      | Océane Pozzo, Eric Van Wesemael, Gunnar Pálsson, Nikolaos Karapanagiotis, Yves Boulanger                                  |
| 6      | Frédérique Vervisch, Dali (Örn Ingólfsson), Ioannis Kepetzis, Pierre Girard, Desara Muriqi                                |
| 4      | Luis Murguia, Michel Meulemans, Jon Knighton, Mireia Saizar, Miltos Tsoskounoglou, Pascal Tourangeau, Massimiliano Sorghi |
| 2      | Christophe Ponset, Bjarney Annelsdóttir, Eduardo Encina, Pierre Piché                                                     |